# Paul von Gregory
Paul Friedrich Rudolph Arthur Cuno August Freiherr von Gregory (* 20. September 1850 in Bunzelwitz, Schlesien; † 3. Mai 1914 in Dresden) war ein deutscher Generalleutnant.

## Leben und Wirken
Er stammte aus dem sächsisch-österreichischen Freiherrengeschlecht Gregory und war der Sohn des Secundo-Leutnants Kuno Freiherr von Gregory und dessen Ehefrau Marie geborene von Salisch. Seine Taufe fand am 3. November 1850 in Haynau statt.
Gregory schlug eine Militärlaufbahn ein. Als Generalmajor war er Kommandeur der 40. Infanterie-Brigade und war u. a. in Goslar und in Blankenburg (Harz) stationiert. Mit dem Dienstgrad Generalleutnant wurde er pensioniert.
Er war mit Melanie Freifrau von Gregory geborene Gräfin von Strachwitz (* 1861), Tochter des Landrates Arthur Graf von Strachwitz aus Kammienitz, Schlesien, verheiratet. In Kleinliebenau in der preußischen Provinz Sachsen setzte er sich zur Ruhe und starb während eines Aufenthaltes in Dresden im Haus Arnstraße 3 am 3. Mai 1914.